# Camila Vargas
Camila Vargas (ur. 22 września 1986 w Falcón) – salwadorska wioślarka, reprezentant Salwadoru w wioślarskiej jedynce podczas Letnich Igrzysk Olimpijskich w Pekinie.

## Osiągnięcia
- Mistrzostwa Świata – Gifu 2005 – jedynka – 14. miejsce[1].
- Mistrzostwa Świata – Eton 2006 – jedynka – 16. miejsce[1].
- Mistrzostwa Świata – Monachium 2007 – jedynka – 22. miejsce[1].
- Igrzyska Olimpijskie – Pekin 2008 – jedynka – 22. miejsce[1].